# Peter Zelinka
Peter Zelinka, né le 1er mars 1957 à Častá et mort le 27 octobre 2021 à Bratislava, est un biathlète slovaque, représentant la Tchécoslovaquie.

## Biographie
Ses débuts internationaux ont lieu aux Championnats du monde 1979, où il est 19e de l'individuel entre autres.
Il a pris part aux Jeux olympiques de Lake Placid en 1980, où il se classe notamment sixième du sprint, son meilleur résultat individuel au niveau mondial. Son deuxième meilleur résultat est une huitième place, obtenue dans un individuel de Coupe du monde en 1982 à Egg am Etzel. En 1984, il court ses deuxièmes jeux olympiques, contribuant à la sixième place du relais tchécoslovaque à Sarajevo.
Il continue en compétition jusqu'à la saison 1985-1986.
Après sa carrière sportive, il devient entraîneur.

## Palmarès

### Jeux olympiques d'hiver
| Épreuve / Édition   | Individuel | Sprint | Relais |
| ------------------- | ---------- | ------ | ------ |
| JO 1980 Lake Placid | 22e        | 6e     | 11e    |
| JO 1984 Sarajevo    | -          | -      | 6e     |

### Championnats du monde
| Épreuve    | 1985 à Ruhpolding | 1983 à Lahti | 1983 à Minsk | 1986 à Oslo |
| ---------- | ----------------- | ------------ | ------------ | ----------- |
| Individuel | 19e               | 22e          |              | 44e         |
| Sprint     | 20e               | 17e          | 26e          | -           |
| Relais     | 7e                | 7e           | 6e           | -           |